# Actaea spicata
Actaea spicata (L., 1753), comunemente nota come barba di capra, è una piccola pianta appartenente alla famiglia delle Ranunculaceae, diffusa in Europa, Russia e parte del Medio Oriente.

## Etimologia
Il nome generico (Actaeae) deriva dall'accostamento con la pianta del sambuco sia per il tipo di fruttificazione che per la forma delle foglie. Infatti dalla lingua greca abbiamo che aktaia = sambuco. L'epiteto specifico (spicata) si riferisce al particolare disegno dei fiori a spighe.

Il binomio scientifico attualmente accettato (Actaea spicata) è stato proposto da Carl von Linné (1707 – 1778) biologo e scrittore svedese, considerato il padre della moderna classificazione scientifica degli organismi viventi, nella pubblicazione ”Species Plantarum” del 1753.

## Descrizione

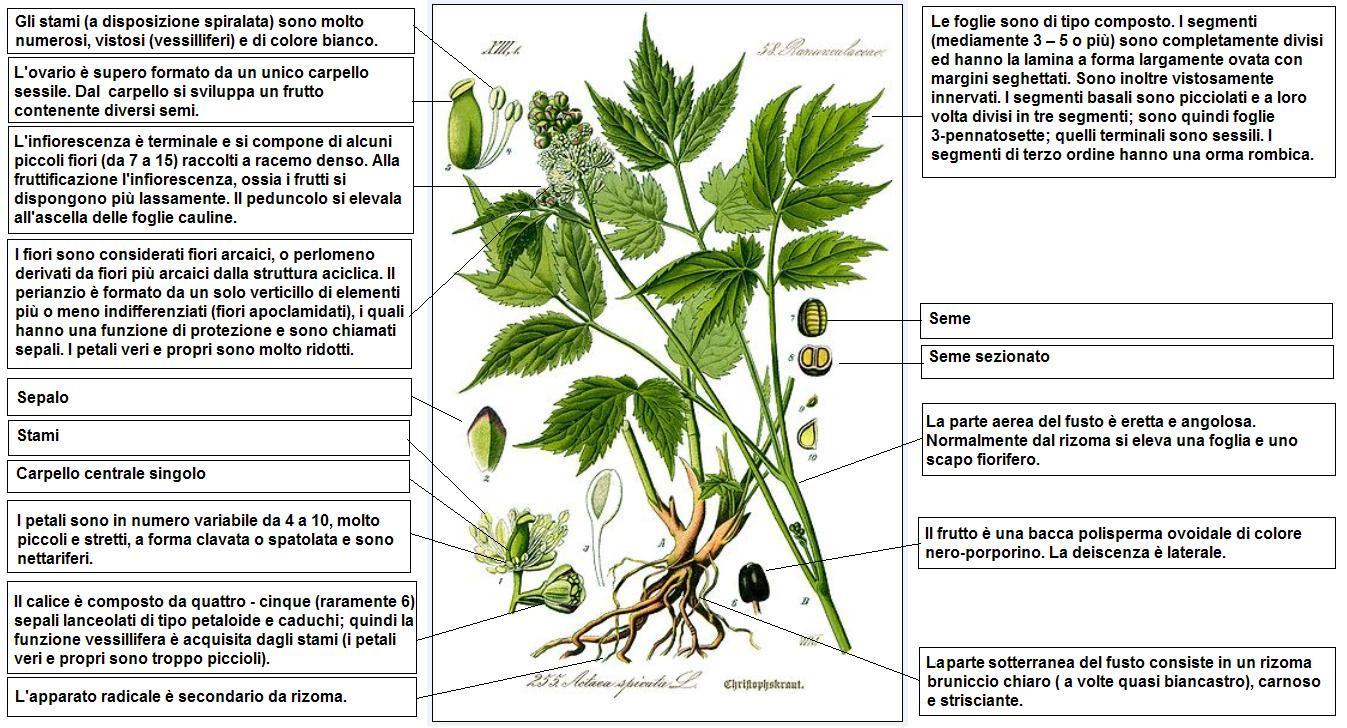
Descrizione delle parti della pianta

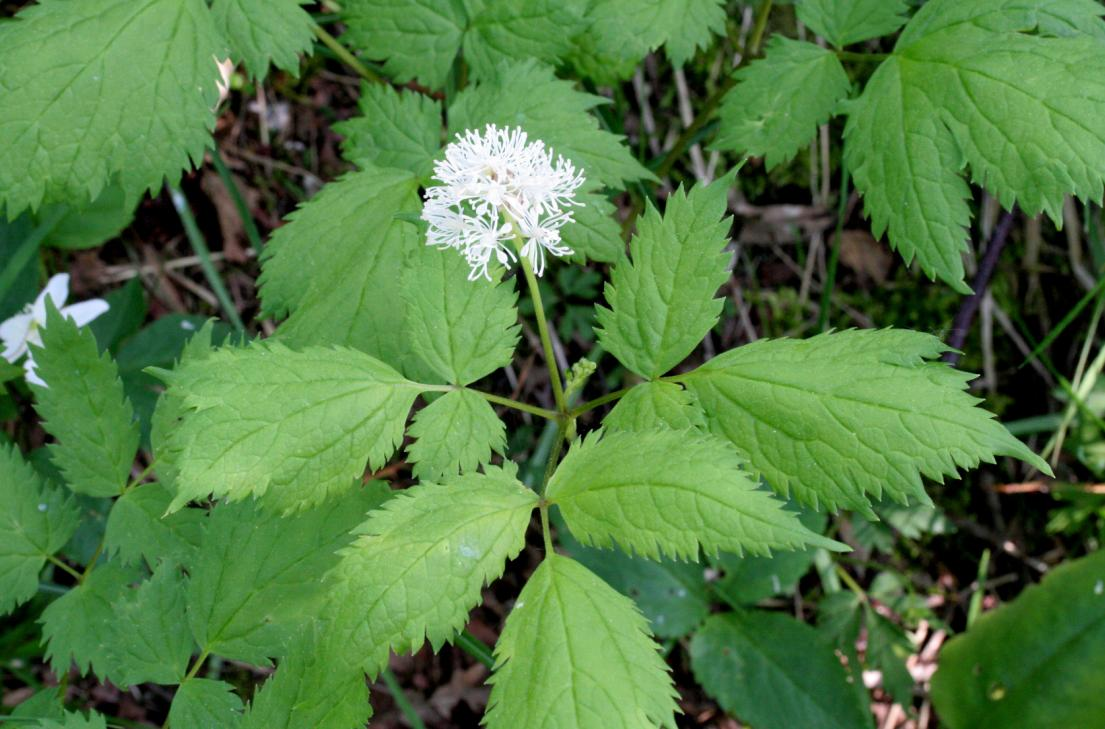
Il portamento
Località: Val Piana, Limana (BL), 850 m s.l.m. - 18/05/2009

Sono piante erbacee glabre perenni la cui altezza varia da 10 a 80 cm. La forma biologica di questa pianta è geofita rizomatosa (G rhiz), ossia sono piante che portano le gemme in posizione sotterranea. Durante la stagione avversa non presentano organi aerei e le gemme si trovano in organi sotterranei chiamati rizomi, dei fusti sotterranei dai quali, ogni anno, si dipartono radici e fusti aerei.

### Radici
L'apparato radicale è secondario da rizoma.

### Fusto
- Parte ipogea: la parte sotterranea del fusto consiste in un rizoma bruniccio chiaro (a volte quasi biancastro), carnoso e strisciante.
- Parte epigea: la parte aerea del fusto è eretta e angolosa. Normalmente dal rizoma si eleva una foglia composta e uno scapo fiorifero.

### Foglie

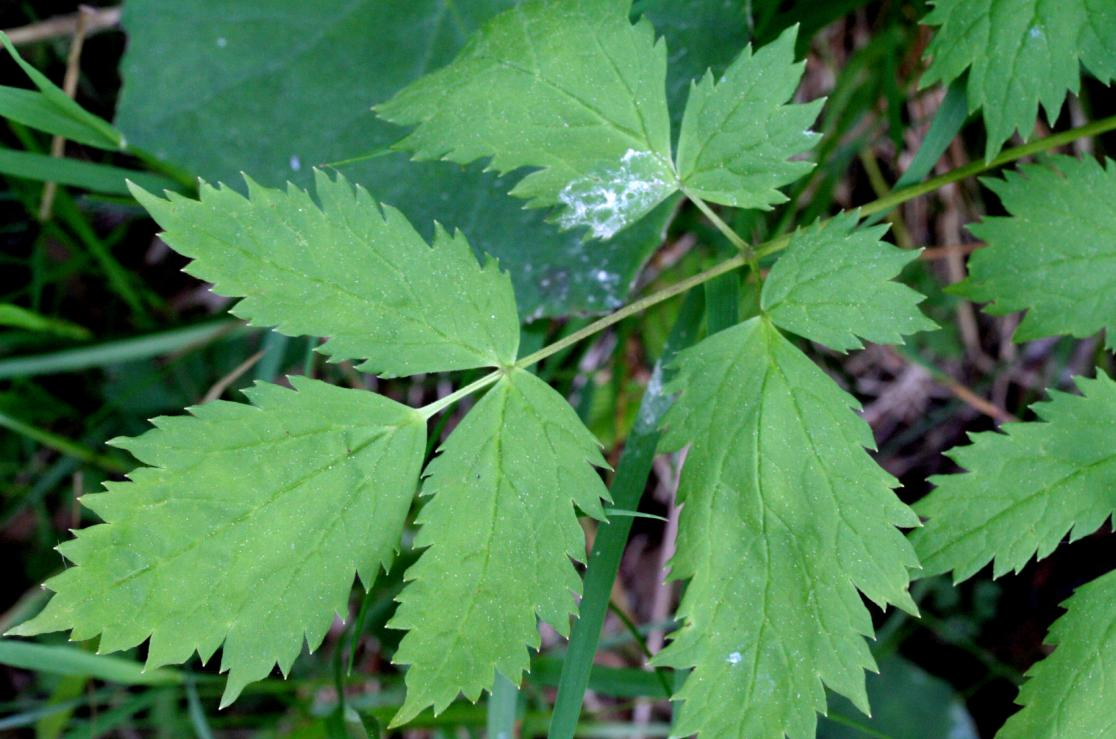
Le foglie
Località: Val Piana, Limana (BL), 850 m s.l.m. - 18/05/2009

- Foglie basali: questa pianta è provvista di foglia di tipo composto. I segmenti (mediamente 3 – 5 o più) sono completamente divisi ed hanno la lamina a forma largamente ovata con margini seghettati. Sono inoltre vistosamente innervati. I segmenti basali sono picciolati e a loro volta divisi in tre segmenti; sono quindi foglie 3-pennatosette; quelli terminali sono sessili. I segmenti di terzo ordine hanno una forma rombica (larghezza 2 – 6 cm; lunghezza 4 – 8 cm). Le due pagine sono colorate diversamente: quella superiore è verde chiaro, mentre quella inferiore ha una colorazione opaca (quasi glauca). Questa foglia raggiunge lo sviluppo maggiore dopo l'antesi. Lunghezza delle foglie in totale: 5 dm.
- Foglie cauline: sono presenti sullo scapo fiorifero delle foglie cauline a disposizione alterna. Sono simili a quelle basali ma più ridotte e meno divise.

### Infiorescenza

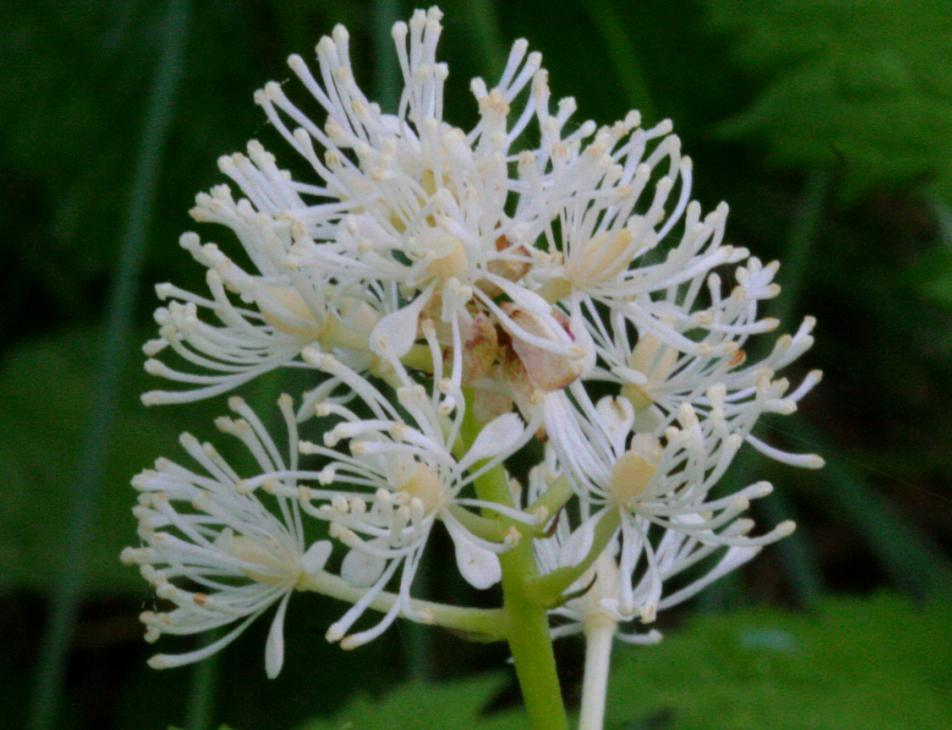
I fiori
Località: Val Piana, Limana (BL), 850 m s.l.m. - 18/05/2009

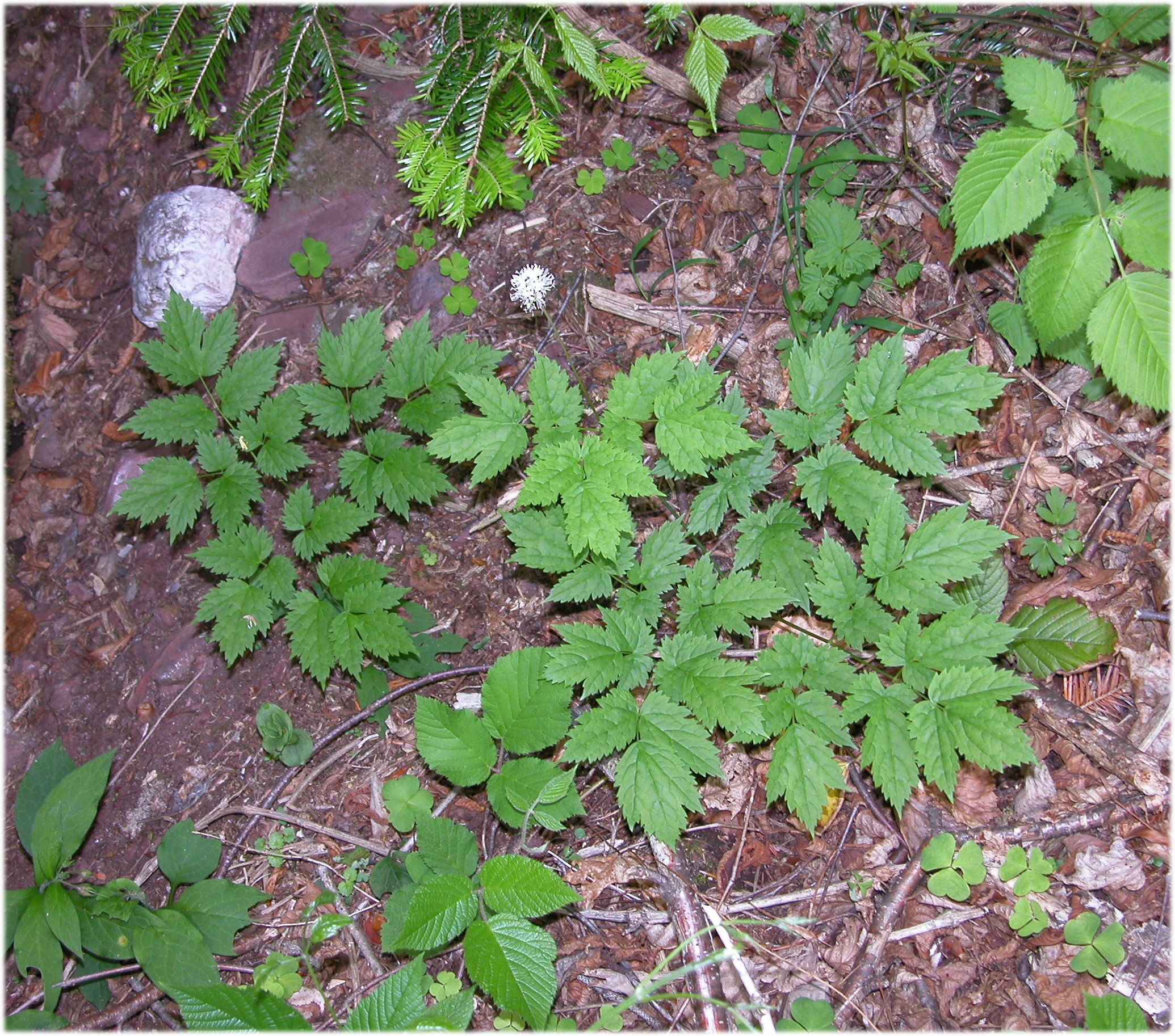

L'infiorescenza è terminale e si compone di alcuni piccoli fiori (da 7 a 15) raccolti a racemo denso simile ad una spiga. Alla fruttificazione l'infiorescenza, ossia i frutti si dispongono in modo più lasso. Il peduncolo si elevala all'ascella delle foglie cauline. Dimensione dell'infiorescenza: 3 – 4 cm. Lunghezza del peduncolo: 7 – 15 cm.

### Fiore
Questi fiori sono considerati fiori arcaici, o perlomeno derivati da fiori più arcaici dalla struttura aciclica. Il perianzio è formato da un solo verticillo di elementi più o meno indifferenziati (fiori apoclamidati), i quali hanno una funzione di protezione e sono chiamati tepali o sepali (la distinzione dei due termini in questo caso è ambigua e quindi soggettiva). I petali veri e propri sono molto ridotti. I fiori sono attinomorfi, tetra-pentameri (a 4 - 5 elementi di base), ermafroditi e dialisepali (e anche dialipetali). Il colore dei fiori è bianco o azzurro. Diametro dei fiori: 6 – 8 mm.

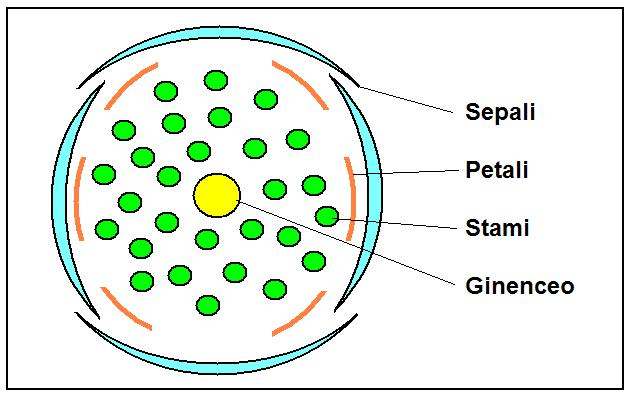
Diagramma fiorale di Acataea spicata

- Formula fiorale: per questa pianta viene indicata la seguente formula fiorale:

* K 4-5, C 4-10, A molti, G 1 (supero)
- Calice: il calice è composto da quattro - cinque (raramente 6) sepali lanceolati di tipo petaloide e caduchi; quindi la funzione vessillifera è acquisita dagli stami (i petali veri e propri sono troppo piccioli). Lunghezza dei petali: 5 mm.
- Corolla: i petali sono in numero variabile da 4 a 10, molto piccoli e stretti, a forma clavata o spatolata e sono nettariferi.
- Androceo: gli stami (a disposizione spiralata) sono molto numerosi, vistosi (vessilliferi) e di colore bianco. Lunghezza degli stami: 6 – 9 mm.
- Gineceo: l'ovario è supero formato da un unico carpello sessile. Dal carpello si sviluppa un frutto contenente diversi semi. In alcuni casi si può avere la formazione di pistilli accessori per trasformazione di stami (“carpellomania”) o duplicità pistillare per “sinantia” (unione anomala di due fiori in uno stesso involucro)[7]
- Fioritura: da maggio a luglio.

### Frutti

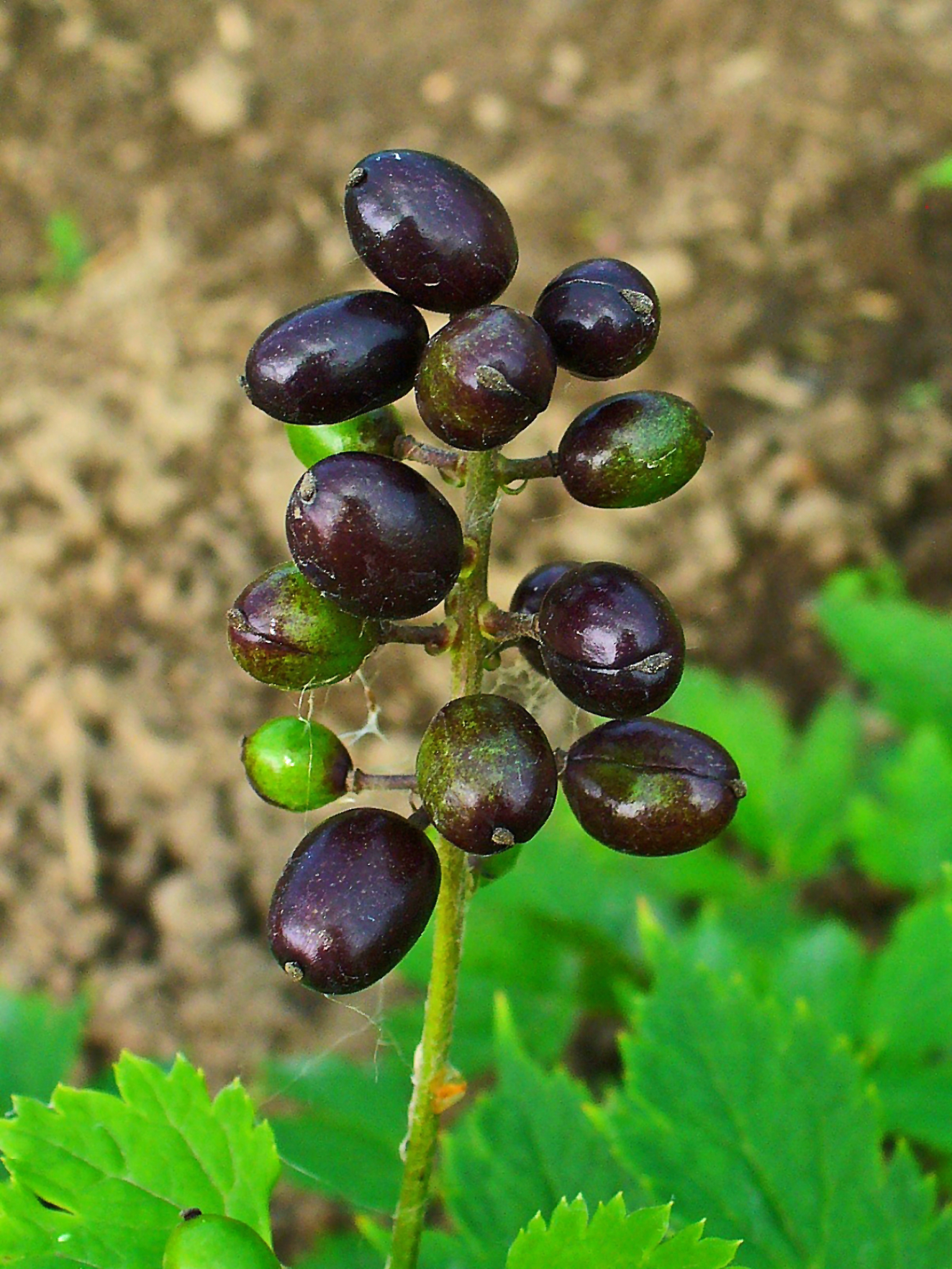
I frutti

Il frutto è una bacca polisperma ovoidale di colore nero-porporino. La deiscenza è laterale. Diametro della bacca: 6 – 8 mm.
I frutti della Acatea Spicata non sono commestibili e sono tossici.

## Riproduzione
- Impollinazione: l'impollinazione è garantita soprattutto da diversi insetti, come api e vespe in quanto sono piante nettarifere (impollinazione entomogama). In particolare sono state fatte alcune ricerche specifiche sull'impollinazione di questo fiore[8]. Da queste ricerche non si sono rilevati fenomeni di apomissia e neppure di impollinazione anemogama, mentre l'impollinatore di maggior importanza sembra essere il coleottero Byturus ochraceus (sottordine Polyphaga; superfamiglia Cucujoidea; famiglia Byturidae). Nelle aree dove questo insetto non è presente (boschi di abete rosso) viene sostituito da altri insetti come quelli della famiglia delle Syrphidae.
- Riproduzione: la fecondazione avviene sia tramite l'impollinazione dei fiori (vedi sopra), ma anche per divisione del piede (propagazione tipicamente orticola).

## Distribuzione e habitat

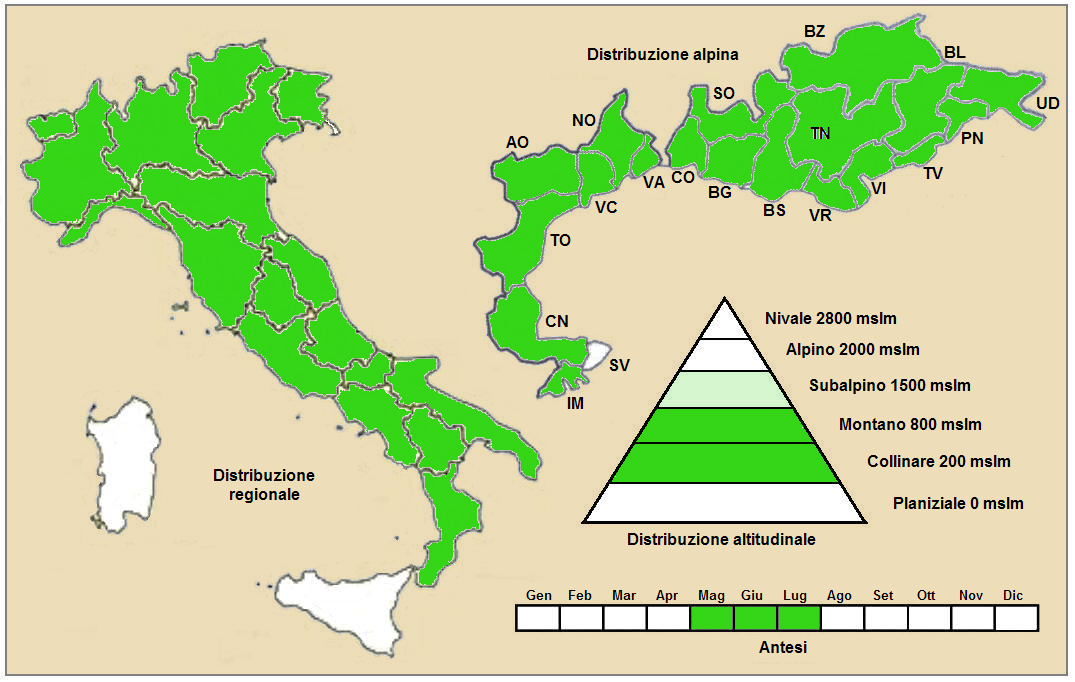
Distribuzione della pianta (Distribuzione regionale – Distribuzione alpina)

- Geoelemento: il tipo corologico (area di origine) è Eurasiatico - Temperato.
- Distribuzione: questa pianta è presente in tutta Italia (isole escluse). All'estero (in Europa) è presente praticamente ovunque su tutti i rilievi posti più a sud (dai Pirenei ai Carpazi). Fuori dall'Europa è presente in Asia occidentale e nel Subcontinente indiano.
- Habitat: l'habitat tipico sono i boschi montani, soprattutto le faggete, compresi i betuleti e i frassineti cosparsi di blocchi rocciosi; è presente anche nei megaforbieti e nei popolamenti a felci. Cresce su substrato sia calcareo, sia siliceo, con pH neutro e con alti valori nutrizionali del terreno, che deve essere umido.
- Distribuzione altitudinale: sui rilievi queste piante si possono trovare da 400 fino a 1500 m s.l.m. (massimo 1900 m s.l.m.); frequentano quindi i seguenti piani vegetazionali: collinare e montano.

### Fitosociologia
Dal punto di vista fitosociologico la specie di questa voce appartiene alla seguente comunità vegetale:
Formazione: delle comunità forestali
Classe: Carpino-Fagetea
Ordine: Fagetalia sylvaticae
Alleanza: Tilio-Acerion

## Tassonomia
Il genere Actaea comprende poche di specie (una sola spontanee dei territori italiani – quella di questa voce) distribuite soprattutto nelle zone temperate dell'Emisfero boreale. La famiglia delle Ranunculaceae invece comprende oltre 2000 specie distribuite su circa 47 generi (2500 specie e 58 generi secondo altre fonti). 

Il numero cromosomico di A. spicata è: 2n = 16

### Variabilità
Nell'elenco che segue sono indicate alcune sottospecie e varietà non presenti in Italia (la varietà europea – e quindi italiana - viene indicata come Acatea spicata var. spicata) L'elenco può non essere completo e alcuni nominativi sono considerati da altri autori dei sinonimi della specie principale o anche di altre specie.

Sottospecie:
- subsp. erythrocarpa (Fisch.) Hultén (1971)

Varietà:
- var. acuminata (Wall. ex Royle) H. Hara (1976) (varietà presente in Asia sud-occidentale, Himalaya fino 3700 m s.l.m.)
- var. alba L. (1753)
- var. asiatica (Hara) S.H.Li & Y.H.Huang (1975)
- var. dissecta (Britton) K.C.Davis (1900)
- var. leucocarpa Ledeb. (1841)
- var. melanocarpa Ledeb. (1842)
- var. nigra L.
- var. rubra Aiton (1789)

#### Descrizione sottospecie italiane
In Italia sono presenti due varietà:
- varietà rubra Aiton (1789): fruttescenza con bacche rosso brillante
- varietà arguta (Nutt.) Hultén (1971): fruttescenza con bacche bianche.

### Sinonimi
Questa entità ha avuto nel tempo diverse nomenclature. L'elenco che segue indica alcuni tra i sinonimi più frequenti:
- Actaea christophoriana Gouan (1764)
- Actaea corymbosa (L.) Stokes (1812)
- Actaea nigra (L.) G. Gaertner, B. Meyer & Scherb. (1800)
- Christophoriana spicata (L.) Moench (1894)

### Specie simili
In Italia la Actaea spicata è l'unica specie del genere; ma altre specie di altri generi possono essere confuse con quella di questa voce. Alcune Clematis sono molto simili nell'infiorescenza (Clematis vitalba) ma hanno un portamento rampicante e le foglie sono a margini interi e non seghettati. Anche la specie Thalictrum aquilegiifolium può essere confusa con Acataea spicata, ma è più alta e i fiori sono colorati di rosa.

## Usi

### Farmacia
Tutta la pianta come altre “ranunculaceae” è velenosa. Le radici di questa pianta secondo la medicina popolare hanno proprietà purgative, diuretiche (facilita il rilascio dell'urina), antiasmatiche, sedative bronchiali, espettoranti (favorisce l'espulsione delle secrezioni bronchiali), antiparassitarie.. Ora questi impieghi sono stati abbandonati a causa della sua tossicità. Specialmente le bacche, se ingerite, provocano non pochi problemi intestinali e perfino perdita di conoscenza; in altri casi l'ingestione delle bacche può portare ad arresto cardiaco e morte. È da notare che le bacche sono innocue per gli uccelli, dispersori primari dei semi delle piante.

### Altri usi
Anticamente i fiori, le foglie e i frutti polverizzati secchi venivano impiegati come insetticidi contro le pulci e batteri soprattutto sulle ferite degli animali domestici.

### Giardinaggio
L'impiego attuale della “actaea” è soprattutto nel giardinaggio, sia per i graziosi racemi floreali primaverili che per i grappoli colorati dei frutti che si formano in autunno. Sono piante adatte sia ai giardini rocciosi che a quelli paesaggistici di tipo selvatico. Queste piante prediligono le zone fresche e ombrose.

## Altre notizie
Diverse ricerche scientifiche sono state fatte tramite la pianta di questa voce; alcune di queste sono indicate nel seguente elenco:
- Effetti della predazione di vari insetti sui semi di Actaea spicata prima della dispersione.
- Analisi comparata degli odori floreali di Actaea spicata e Actaea erythrocarpa.
- Studio sull'interazione tra l'erba Actaea spicata e il fungo patogeno delle piante Urocystis.
- Fioritura asincrona in Actaea spicata in difesa della predazione di insetti.